# الإقليم الكشفي الآسيوي الباسيفيكي
الإقليم الكشفي الآسيوي الباسيفيكي أو كشافة منطقة آسيا والمحيط الهادئ هو المكتب الشعبي للمكتب الكشفي العالمي للمنظمة العالمية للحركة الكشفية، ومقره في مدينة ماكاتي، الفلبين، ولديه مكاتب فرعية في أستراليا واليابان. خدمات الإقليم الكشفي الآسيوي الباسيفيكي في منطقة أرض آسيا جنوب سيبيريا وشرق آسيا الوسطى، والجزء الأكبر من حوض المحيط الهادئ، مع استثناء من ولايات ميكرونيزيا الموحدة، وجزر مارشال وبالاو، والتي هي تحت منطقة الأقليم الكشفي في الأمريكيتين عن طريق مجلس ألوها من الكشافة الأمريكية.